# Navarretia squarrosa
Navarretia squarrosa is een plant uit de Vlambloemfamilie. Het komt voor in Brits-Columbia, Washington, Oregon en Californië.